# Мишлибож
Мишлибож или Мишлѝбуж (на полски: Myślibórz; на немски: Soldin) е град в Северозападна Полша, Западнопоморско войводство. Административен център е на Мишлибожки окръг, както и на градско-селската Мишлибожка община. Заема площ от 15,04 км2.